# Oliarus intermedia
Oliarus intermedia är en insektsart som beskrevs av Giffard 1925. Oliarus intermedia ingår i släktet Oliarus och familjen kilstritar. Inga underarter finns listade i Catalogue of Life.